# Rusko-ukrajinska vojna
Rusko-ukrajinska vojna je aktualna vojna, v kateri sodelujejo predvsem Rusija, proruske sile in Belorusija na eni strani ter Ukrajina in njeni mednarodni podporniki na drugi strani. Konflikt se je začel februarja 2014 po revoluciji dostojanstva in se je osredotočil na status Krima in delov Donbasa, ki so mednarodno priznani kot del Ukrajine. Konflikt vključuje rusko priključitev Krima (2014), vojno v Donbasu (od 2014 do danes), pomorske incidente, kibernetsko vojno in politične napetosti. Rusija je od leta 2014 dalje namenoma prikrivala svojo vpletenost in vojaško podpirala separatiste v Donbasu. Rusija je konca leta 2021 na meji vzpostavila obsežno vojaško prisotnost in 24. februarja 2022 začela obsežno invazijo na Ukrajino, ki še vedno poteka.
Po protestih Evromajdan in Revoluciji dostojanstva, ki je 22. februarja 2014 privedla do odstavitve proruskega predsednika Viktorja Janukoviča, so v nekaterih delih Ukrajine izbruhnili proruski nemiri. Ruski vojaki brez oznak so prevzeli nadzor nad strateškimi položaji in infrastrukturo na ukrajinskem ozemlju Krima. Neoznačene ruske enote so zasedle krimski parlament, Rusija pa je organizirala splošno kritiziran referendum, katerega rezultat je bil, da naj se Krim pridruži Rusiji. Nato je sledila priključitev Krima. Aprila 2014 so se demonstracije proruskih skupin v ukrajinski regiji Donbas sprevrgle v vojno med ukrajinsko vojsko in Rusijo podprtimi separatisti samooklicanih republik Doneck in Lugansk.
Avgusta 2014 so po uspešni ukrajinski operaciji, ki je separatiste skoraj odrezala od Rusije, neoznačena ruska vojaška vozila prečkala mejo v Donecko ljudsko republiko. Začela se je nenapovedana vojna med ukrajinskimi silami in separatisti, ki so se pomešali z ruskimi enotami, čeprav je Rusija zanikala prisotnost svojih enot v Donbasu. Vojna se je ustavila na mrtvi točki, pri čemer so bili poskusi prekinitve ognja večkrat neuspešni. Leta 2015 sta Rusija in Ukrajina podpisali sveženj sporazumov Minsk II, vendar so številni spori preprečili njihovo popolno izvedbo. Do leta 2019 je ukrajinska vlada 7 % ukrajinskega ozemlja opredelila kot začasno zasedenega ozemlja, medtem ko je ruska vlada posredno priznala prisotnost svojih enot v Ukrajini.
Leta 2021 in v začetku leta 2022 je Rusija močno okrepila prisotnost svoje vojske na ukrajinski meji. NATO je Rusijo obtožil načrtovanja invazije, kar je ta zanikala. Ruski predsednik Vladimir Putin je kritiziral širitev NATA in jo označil kot grožnjo svoji državi ter zahteval, da se Ukrajina ne sme nikoli pridružiti vojaški zvezi. Izrazil je tudi ruska iredentistična stališča, podvomil o pravici Ukrajine do obstoja in trdil, da je Ukrajino po krivici ustanovila sovjetska Rusija. Rusija je 21. februarja 2022 uradno priznala dve samooklicani separatistični državi v Donbasu in nanju poslala vojsko. Tri dni pozneje je Rusija napadla Ukrajino, potem ko je Putin napovedal »posebno vojaško operacijo«. Večina mednarodne skupnosti in organizacij, kot je Amnesty International, je Rusijo obsodila zaradi njenih dejanj v postrevolucionarni Ukrajini ter jo obtožila kršenja mednarodnega prava in kršenja ukrajinske suverenosti. Številne države so uvedle gospodarske sankcije proti Rusiji, ruskim posameznikom ali podjetjem, zlasti po invaziji leta 2022.